# Touch-and-go
Een Touch-and-go landing is een veelvoorkomende oefenmanoeuvre bij de hedendaagse vliegtuig-pilotentraining. Het omvat het landen en opstijgen op een startbaan, zonder dat het toestel tot stilstand komt. Touch-and-go's kunnen een cruciale veiligheidsrol vervullen wanneer een vliegtuig landt met onvoldoende ruimte om volledig tot stilstand te komen, maar voldoende ruimte heeft om te versnellen en weer op te stijgen. Piloten in de commerciële luchtvaart en bij een militaire luchtmacht worden opgeleid om een touch-and-go uit te voeren. Militairen voeren touch-and-go's voornamelijk uit op vliegdekschepen.

## Procedure
Bij een normale landing vliegt de piloot het verkeerspatroon en stelt het vliegtuig in op de uiteindelijke nadering. Terwijl het vliegtuig de drempel van de startbaan overschrijdt, voert de piloot de landingsflare uit, laat het vliegtuig naar beneden zakken en trekt onmiddellijk de vleugelkleppen terug en remt tot het vliegtuig voldoende is vertraagd om een taxibaan in te slaan. Bij een touch-and-go landing loopt het anders; nadat de wielen zijn neergelaten, schakelt de piloot niet de remmen in, maar verhoogt in plaats daarvan het motorvermogen en trekt de vleugelkleppen gedeeltelijk in, versnelt terug naar rotatiesnelheid en stijgt weer op.
Op een luchthaven met verkeerstoren moet de piloot ATC toestemming krijgen om een touch-and-go-landing uit te voeren door het bij naam of als "de optie" aan te vragen, waardoor de piloot een touch-and-go of een stop-and-go kan uitvoeren naar gewenste omstandigheden.
Op een luchthaven zonder verkeerstoren kondigt de piloot positie en intentie aan via de CTAF- of UNICOM-radiofrequentie om de stroom van lokaal luchtverkeer te coördineren met andere piloten.